# Chiesa di San Lorenzo (Cento)
La chiesa di San Lorenzo è la parrocchiale di Casumaro, frazione condivisa di Bondeno, Cento, in Provincia di Ferrara, e Finale Emilia, in Provincia di Modena. Appartiene al vicariato di Cento dell'arcidiocesi di Bologna e risale al XV secolo.

## Storia
La parrocchiale di San Lorenzo a Casumaro venne costruita all'inizio del XV secolo e alla metà del secolo venne invasa dalle acque del fiume Reno che la devastarono.
Ottenne dignità di parrocchia e fu sottoposta alla giurisdizione ecclesiastica di Modena nel 1451 (diventerà parte dell'arcidiocesi di Bologna nel 1839).
All'inizio del XVI secolo fu oggetto di ricostruzione e ne fu modificato l'orientamento. La precedente facciata divenne una parete laterale, con un secondo ingresso. In quel periodo venne eretta anche la torre campanaria.
Negli anni immediatamente successivi, a partire dal 1505, fu ampliata con una nuova navata, nuove cappelle laterali e il soffitto fu ultimato con volte a crociera. Il modello usato per l'assito fu quello del salone d'onore del palazzo dei Diamanti ferrarese.
La chiesa venne nuovamente ricostruita verso la fine del XVIII secolo, e in quel momento fu dotata di un nuovo altar maggiore marmoreo.
Un'importante modifica nella forma strutturale venne realizzata nel 1835 sulla torre campanaria, che ci è pervenuta con tale aspetto.Dopo la metà del XX secolo fu rifatta la facciata e la cappella del fonte battesimale venne demolita, poi venne restaurata la pavimentazione.
Col nuovo secolo si è restaurata anche la copertura del tetto.
Quando si verificò il terremoto dell'Emilia del 2012, la chiesa ne risultò fortemente compromessa e fu dichiarata inagibile, con grossi problemi anche alla facciata ed al tetto, in parte crollato. Dopo oltre 8 anni dal terremoto e lunghi lavori di restauro, la chiesa ha riaperto al pubblico il 19 dicembre 2020.